# Marco Cé
Marco Cé (Izano, 8 de julio de 1925 -  Venecia, 12 de mayo de 2014) fue un cardenal italiano, patriarca emérito de Venecia, Italia.

## Biografía
Nacido en Izano, provincia de Cremona (diócesis de Crema), de una familia de agricultores modestos. Tuvo una educación clásica en el Seminario Diocesano y obtuvo su diploma de secundaria en el liceo "A. Verri" de Lodi.
A continuación, hizo sus estudios teológicos en Roma en la Pontificia Universidad Gregoriana y en el Pontificio Instituto Bíblico, donde recibió el doctorado en teología dogmática y la licenciatura en Sagrada Escritura.

### Sacerdocio
Después de su ordenación sacerdotal el 27 de marzo de 1948, regresó a su diócesis y se convirtió en vicerrector del seminario y profesor Sagrada Escritura. En 1957, fue nombrado rector del Seminario, continuando como profesor. Al mismo tiempo dirigió la Comisión litúrgica diocesana y siguió de cerca la actualización a la nueva liturgia en su diócesis. Además, Monseñor Cé se dedicó a la predicación de retiros espirituales para los jóvenes de Acción Católica y ejercicios espirituales para el clero.

## Episcopado

### Obispo
El 22 de abril de 1970, Pablo VI lo nombró obispo, asignándole a la Iglesia titular de Vulturia. Fue nombrado obispo auxiliar del cardenal Antonio Poma responsable de la diócesis de Bolonia. La ceremonia de ordenación episcopal tuvo lugar el día de Pentecostés, 17 de mayo de 1970, en la Catedral de Crema.
Estuvo involucrado en la construcción y desarrollo de la iglesia dedicada a la Vergine di San Luca, en Borgo Panigale. Mons. Cé también siguió de cerca el trabajo que los sacerdotes y los laicos de Bolonia realizaron en Tanzania, visitando la misión litúrgica allí.
Después de pasar seis años en Bolonia, el 30 de abril de 1976, Pablo VI lo nombró capellán de la Acción Católica, sucediendo a Mons. Luigi Maverna que fue nombrado Secretario General de la Conferencia Episcopal Italiana. En la Acción Católica, Monseñor Cé aportó toda su valiosa experiencia pastoral, espiritual y cultural adquirida durante su actividad diocesana. 

### Patriarca de Venecia
Dedicó sus energías a la asociación hasta la muerte del Papa Juan Pablo I, cuando el 7 de diciembre de 1978, Juan Pablo II le pidió que asumiera el Patriarcado de Venecia.
Fue Patriarca emérito de Venecia, desde el 5 de enero de 2002.

### Cardenalato
Fue creado y proclamado Cardenal por Juan Pablo II en el consistorio del 30 de junio de 1979, con el título de San Marcos.
Participó únicamente en el cónclave de 2005, siendo el cardenal elector de mayor edad (a punto de cumplir 80 años).
En 2006, el cardenal Marco Cé predicó los ejercicios espirituales de Cuaresma al papa Benedicto XVI y sus colaboradores.

### Fallecimiento
Falleció el 12 de mayo de 2014, después de haber sido internado por una fractura de fémur en los Hospitales Civiles de Venecia Después del funeral, su cuerpo fue enterrado en la cripta de la Basílica de San Marcos de Venecia.

### Posible beatificación
En 2015, el Patriarca de Venecia, Francesco Moraglia, invitó al pueblo veneciano a reunir documentación para iniciar el proceso que daría inicio a la causa de beatificación del difunto cardenal.